# Fernán
Fernán ist ein spanischer männlicher Vorname und Familienname.

## Namensträger

### Vorname
- Fernán Caballero (1796–1877), spanische Schriftstellerin schweizerischer Herkunft
- Fernán González (932–970), erster von León unabhängiger Graf Kastiliens
- Fernán Pérez de Guzmán (~1377–~1460), spanischer Schriftsteller

### Familienname
- Carola Fernán Gómez, spanische Schauspielerin
- Fernando Fernán Gómez (1921–2007), spanischer Schauspieler und Regisseur
- Helena Fernán Gómez, spanische Schauspielerin
- Marcelo B. Fernan (1927–1999), philippinischer Politiker und Hochschullehrer